# Makoto Hirayama
Makoto Hirayama (平山 誠 Hirayama Makoto?, 12 de mayo de 1952-27 de febrero de 2018) fue un político japonés. Sirvió en la Cámara de Consejeros en la Dieta (legislatura nacional) desde 2009 hasta 2013.
Hirayama impugnó la elección de la Cámara de Consejeros de 2007 como miembro de Nuevo Partido de Japón pero no pudo ganar un asiento, terminando tercero en el bloque de representación proporcional nacional del partido detrás de Yasuo Tanaka, el único candidato exitoso del partido, y Yoshifu Arita. En agosto de 2009, Tanaka nominado como candidato para el octavo distrito de la Cámara de Consejeros de Hyogo en las elecciones generales de 2009. La nominación de Tanaka significó que perdió automáticamente su asiento en la Cámara de Consejeros. El 22 de agosto, el comité de la Cámara determinó que Arita era su reemplazo, pero él también rechazó el asiento de la Cámara de Consejeros sobre la base de querer impugnar las elecciones a la Cámara de Consejeros. El 30 de agosto, Hirayama fue declarado el reemplazo oficial de la asiento de la Cámara de Consejeros.